# ハマスカ放送部
『ハマスカ放送部』（ハマスカほうそうぶ、HamAsuka Broadcasting Club）は、テレビ朝日で2021年10月8日から放送されている音楽・トーク番組。ハマ・オカモト（OKAMOTO'S）と齋藤飛鳥の冠番組。

## 概要
この番組は、地上波のテレビ番組で初めてのタッグを組むハマ・オカモト（OKAMOTO'S）と齋藤飛鳥が、音楽を用いてトークをする「音楽トーク番組」となっている。
2021年10月に、『バラバラ大作戦』の木曜第2部（金曜 2:16 - 2:36）の番組としてスタート。その後2022年2月3日、「第3回バラバラ大選挙」で視聴者グランプリを獲得し、4月から『スーパーバラバラ大作戦』枠の毎週火曜 0:15 - 0:45（月曜深夜）で放送されることとなった。また、スペシャル番組のオンエアの権利も獲得した。

## 出演者
MC
- ハマ・オカモト（OKAMOTO'S）[注 1]
- 齋藤飛鳥[注 2]

主なゲスト
- 森本晋太郎（トンツカタン） [注 3]

## 放送リスト

### 木曜深夜（バラバラ大作戦）時代
| 回 | 放送日   | 本日の部活動（テーマ） | ゲスト | 脚注          |
| -- | -------- | --- | --- | ------------- |
| 1  | 10月8日  | ほぼ初対面の2人で探り探り番組を始めよう 検証 朝パッと起きられる曲は？                                                             | | [ 13 ] [ 14 ] |
| 2  | 10月15日 | お互いの苦手なもの 嫌いなものを今のうちに話しておこう 検証 日常の音をオシャレにしたら生活変わる？                                 | | [ 15 ] [ 16 ] |
| 3  | 10月22日 | あまり話さない飛鳥さんに色々聞いていこう 検証 音楽は外見に大きな影響を与えるのか？モヒカン編                                      | | [ 17 ] [ 18 ] |
| 4  | 10月29日 | 番組のOPジングルを作ろう前半戦 検証 仕事や勉強が捗る曲って何？                                                                    | | [ 19 ] [ 20 ] |
| 5  | 11月5日  | 番組のOPジングルを作ろう後半戦 検証 ミュージシャンのメガネストレスとの向き合い方                                                  | | [ 21 ] [ 22 ] |
| 6  | 11月12日 | 音楽で解決できそうな視聴者のお悩みにどんどん答えていこう！ 検証 身に危険が迫った時 頼りになる楽器は？                             | | [ 23 ] [ 24 ] |
| 7  | 11月19日 | 世界の珍しい楽器に触れよう！ 全国のみんなの校歌 一斉調査                                                                          | 東儀典親（父は東儀秀樹）                                                                                             | [ 25 ] [ 26 ] |
| 8  | 11月26日 | 楽器と演奏者の性格はリンクしているのか？ ハマさんと飛鳥さんでバンドを組んだ場合どんな性格のメンバーがいれば上手くいくか考えよう！ | | [ 27 ] [ 28 ] |
| 9  | 12月3日  | 音楽を応援する若者を応援！題して「ハマスカ不動産」                                                                                | 田中裕之（楽器可物件サイト「カナデルーム」）                                                                         | [ 29 ] [ 30 ] |
| 10 | 12月10日 | 音楽専門誌が選ぶ2021年注目ニュース                                                                                                | 伊佐山勝則編集人（ケーブル大全） 狩野幸児編集部員（ベース・マガジン） 平野勇樹（プレミアムヘッドホンガイドマガジン） | [ 31 ] [ 32 ] |
| 11 | 12月24日 | 緊急企画バラバラ大選挙選挙公約会議 検証 トレーニングが捗る曲って何？                                                              | | [ 33 ] [ 34 ] |

| 回 | 放送日                | 本日の部活動（テーマ） | ゲスト                                                             | 脚注          |
| -- | --------------------- | --- | ------------------------------------------------------------------ | ------------- |
| 12 | 1月14日               | 新年なのでプロフィールを更新しよう 検証 音楽は外見に大きな影響を与えるのか？ドレッドヘア編                                                         |                                                                    | [ 35 ] [ 36 ] |
| 13 | 1月21日               | 楽器の重要な要素"イントロ"について考えよう！ | 藤田太郎                                                           | [ 37 ] [ 38 ] |
| 14 | 1月28日               | ハマさんにベースを習おう！ |                                                                    | [ 39 ] [ 40 ] |
| 15 | 2月4日                | シリーズ〜日常に潜む身近な音楽〜 第1回電車の発車メロディ                                                                                           | 南田裕介 石宮智也（鉄道大好き音大生）                              | [ 41 ] [ 42 ] |
| 16 | 2月11日               | 場所やシチュエーションに合った音楽を考えよう |                                                                    | [ 43 ] [ 44 ] |
| 17 | 2月18日               | お家にある物で音楽を楽しもう | おれお（モノサシスト） 濱川慎司（フライパニスト） コバヤシタケヒコ | [ 45 ] [ 46 ] |
| 18 | 2月25日               | シリーズ〜日常に潜む身近な音楽〜 第2回家電音楽 | 石宮智也（鉄道大好き音大生）                                       | [ 47 ] [ 48 ] |
| 19 | 3月4日                | 日々楽しむ音楽の質の向上を目指そう！ | 岡田卓也 若月啓聡                                                  | [ 49 ] [ 50 ] |
| 20 | 3月11日               | 音楽のギモン大検証SP - ミュージシャンは音ゲーが上手？ - 音楽の力で勝率ほぼゼロの勝負に勝つことは出来るのか？ - 手紙朗読のBGMでグッとくる曲って何？ | なかやまきんに君                                                   | [ 51 ] [ 52 ] |
| 21 | 3月18日               | 色々な音楽フェスを知りながらハマスカフェスについて妄想しよう！                                                                                     | 津田昌太朗（フェス情報サイト編集長）                               | [ 53 ] [ 54 ] |
| 22 | 3月25日               | 月曜深夜0時台に持っていきたい企画 |                                                                    | [ 55 ] [ 56 ] |
| SP | 4月1日 23:15 - 翌0:15 | DJ松永の睡眠の悩みを音楽で解決 ハマスカ放送部のグッズを作ろう コンビの絆を深めよう                                                                 | DJ松永 見取り図 ニューヨーク                                       | [ 57 ] [ 58 ] |

### 月曜深夜（スーパーバラバラ大作戦）時代
| 回 | 放送日   | 本日の部活動（テーマ）                                                   | ゲスト                                                                                                   | 脚注            |
| -- | -------- | ------------------------------------------------------------------------ | --- | --------------- |
| 23 | 4月5日   | 番組ポスターを作ろう                                                     | | [ 59 ] [ 60 ]   |
| 24 | 4月12日  | スキマスイッチ常田に学ぶツアー飯                                         | 秋元真夏（乃木坂46） 常田真太郎（スキマスイッチ）                                                        | [ 61 ] [ 62 ]   |
| 25 | 4月19日  | 検証 普通のロケに音楽を取り入れることは出来るのか？                      | SAKURAI AMEMIYA カニササレアヤコ 川原克己（天竺鼠）                                                      | [ 63 ] [ 64 ]   |
| 26 | 5月3日   | 音優先クッキング                                                         | 休日課長（ゲスの極み乙女。）                                                                             | [ 65 ] [ 66 ]   |
| 27 | 5月10日  | メトロックコラボ企画                                                     | ヤマサキセイヤ ヨコタシンノスケ （キュウソネコカミ） ヤバイTシャツ屋さん                                 | [ 67 ] [ 68 ]   |
| 28 | 5月17日  | 現実を超える効果音の世界に迫る                                           | | [ 69 ] [ 70 ]   |
| 29 | 5月31日  | 今ある音じゃ満足できない！自作楽器の世界                                 | 宇田道信（ウダー） サミエル（割り箸ピアノ） 菅井肇（プロパノータ） 中西宣人（パウダーボックス） 石宮智也 | [ 71 ] [ 72 ]   |
| 30 | 6月7日   | 第1回センバツ高校ジングルアレンジバトル                                  | | [ 73 ] [ 74 ]   |
| 31 | 6月14日  | ウチの楽器習いませんか？                                                 | 曽朴（二胡） hatao（ティン・ホイッスル） 井口敦（マウンテンダルシマー） ちっち（東儀典親、父は東儀秀樹） | [ 75 ] [ 76 ]   |
| 32 | 6月21日  | ミュージシャンの沼 第2弾 〜レコスタ飯の沼〜                              | 梅澤美波（乃木坂46） 常田真太郎（スキマスイッチ）                                                        | [ 77 ] [ 78 ]   |
| 33 | 7月5日   | 第1回 ハマスカ最高の音大賞                                               | | [ 79 ] [ 80 ]   |
| 34 | 7月12日  | BGMの世界を深掘り 奥田民生プロジェクト                                   | | [ 81 ] [ 82 ]   |
| 35 | 7月19日  | デスボイスについて学ぼう                                                 | MAHONE（デスボイストレーナー） MAH（SiM）                                                                | [ 83 ] [ 84 ]   |
| 36 | 8月2日   | 「達成音」で気持ちよくなろう                                             | 小野恵太（プロダーツプレーヤー） 大西ライオン                                                            | [ 85 ] [ 86 ]   |
| 37 | 8月9日   | 齋藤飛鳥お誕生日企画 飛鳥さんにスッキリしてもらおう！                    | 秋元真夏（乃木坂46） 休日課長（ゲスの極み乙女） 常田真太郎（スキマスイッチ）                             | [ 87 ] [ 88 ]   |
| 38 | 8月16日  | 超局所的！音楽ランキング OKAMOTO'Sライブ報告                             | | [ 89 ] [ 90 ]   |
| 39 | 8月30日  | 音楽業界の革命的商品ニュース                                             | | [ 91 ] [ 92 ]   |
| 40 | 9月6日   | 街角調査♪ MUSIC BINGO                                                    | | [ 93 ] [ 94 ]   |
| 41 | 9月13日  | 嫌味にならずに上品にマウントを取ろう！音楽雑学クイズ                     | 古川洋平                                                                                                 | [ 95 ] [ 96 ]   |
| 42 | 9月27日  | 第2回 最高の音大賞                                                       | | [ 97 ] [ 98 ]   |
| 43 | 10月4日  | 検証！Music♪レース                                                       | | [ 99 ]          |
| 44 | 10月11日 | スーパーバラバラ大作戦月曜合体祭り 第2回！超局所的ミュージックランキング | 弘中綾香（テレビ朝日アナウンサー） 齊藤京子（日向坂46） ヒコロヒー                                       | [ 100 ] [ 101 ] |
| 45 | 10月25日 | ミュージシャンの沼 第3弾 〜手土産の沼〜                                  | 梅澤美波（乃木坂46） 小宮山雄飛（ホフディラン）                                                          | [ 102 ] [ 103 ] |
| 46 | 11月1日  | ジャンク楽器をDIY！即興セッション                                        | 崎山蒼志 こいち                                                                                          | [ 104 ] [ 105 ] |
| 47 | 11月8日  | 言われてみれば確かに聞いたことある…声の仕事人！                          | | [ 106 ] [ 107 ] |
| 48 | 11月22日 | ウソかホントかを見抜け！洋楽ダウト 番組イベントに乃木坂46&OKAMOTO'S!?    | | [ 108 ] [ 109 ] |
| 49 | 11月29日 | 奥田民生×ハマスカついにレコーディング                                    | 奥田民生                                                                                                 | [ 110 ] [ 111 ] |
| 50 | 12月6日  | 「ハマスカ生放送部」の裏側大公開                                         | ＊#イベントのゲスト参照                                                                                  | [ 112 ] [ 113 ] |
| 51 | 12月13日 | うちのサークル入りませんか？                                             | | [ 114 ] [ 115 ] |

| 回 | 放送日   | 本日の部活動（テーマ）                                                   | ゲスト | 脚注                 |
| -- | -------- | ------------------------------------------------------------------------ | --- | -------------------- |
| 52 | 1月10日  | 超最新！音楽業界トレンドニュース2023                                     | 吉野俊介（『stereo』） 北野賢（『リズム&ドラム・マガジン』） 伊佐山勝則（『ケーブル大全』）                                         | [ 116 ] [ 117 ]      |
| 53 | 1月17日  | 達成音で気持ちよくなろう 新OPジングル作成！                              | じゅんいちダビッドソン | [ 118 ] [ 119 ]      |
| 54 | 1月31日  | ハマスカミュージックパーク開催！                                         | オカモトショウ（OKAMOTO'S） オカモトコウキ（OKAMOTO'S） オカモトレイジ（OKAMOTO'S） 野上慎平（テレビ朝日アナウンサー）              | [ 120 ] [ 121 ]      |
| 55 | 2月7日   | ハマスカミュージックパーク後半戦                                         | オカモトショウ（OKAMOTO'S） オカモトコウキ（OKAMOTO'S） オカモトレイジ（OKAMOTO'S） 野上慎平（テレビ朝日アナウンサー）              | [ 122 ] [ 123 ]      |
| 56 | 2月14日  | 第3回ハマスカ！超局所的ミュージックランキング                            | | [ 124 ] [ 125 ]      |
| 57 | 2月28日  | 街角調査♪MUSIC BINGO                                                     | | [ 126 ] [ 127 ]      |
| 58 | 3月7日   | 言われてみれば聞いたことある「声の仕事人」 〜よく耳にするあの歌声編〜    | 田中マイミ 一ノ瀬みか ミネハハ | [ 128 ] [ 129 ]      |
| 59 | 3月14日  | ハマさん誕生日特別企画！MUSICチャーハン                                  | 譚澤明（赤坂璃宮 総料理長） ベッキー 常田真太郎（スキマスイッチ） 大友康平（HOUND DOG） Aマッソ なかやまきんに君 北村匠海（DISH//） | [ 130 ] [ 131 ]      |
| 60 | 3月21日  | 音楽を舌で味わう！あの歌詞グルメ                                         | 若旦那（湘南乃風） 山崎まさよし | [ 132 ] [ 133 ]      |
| 61 | 4月4日   | ミュージシャンバイトカタログ                                             | PORIN（Awesome City Club） 休日課長 ヨコタシンノスケ（キュウソネコカミ） ヤマサキセイヤ（キュウソネコカミ）                         | [ 134 ] [ 135 ]      |
| 62 | 4月11日  | 第1回ケータリングEXPO                                                    | | [ 136 ] [ 137 ]      |
| 63 | 4月18日  | 楽器工場を見抜け！ハマスカ工場見学 どうする？今年の番組大型プロジェクト  | | [ 138 ] [ 139 ]      |
| 64 | 5月2日   | 第3回ハマスカ最高の音大賞                                                | 田邊駿一（BLUE ENCOUNT） 大西ライオン                                                                                               | [ 140 ] [ 141 ]      |
| 65 | 5月9日   | レア楽器の集い                                                           | 関根史織（Base Ball Bear） クリテツ（あらかじめ決められた恋人たちへ）                                                               | [ 142 ] [ 143 ]      |
| 66 | 5月16日  | 飛鳥さん卒コン直前SP                                                     | 森本晋太郎（トンツカタン） | [ 9 ] [ 10 ] [ 144 ] |
| 67 | 5月30日  | ハマスカミュージックパーク                                               | THE BAWDIES 森本晋太郎（トンツカタン） 野上慎平（テレビ朝日アナウンサー）                                                           | [ 11 ] [ 145 ]       |
| 68 | 6月6日   | ハマスカミュージックパーク後半戦                                         | THE BAWDIES 森本晋太郎（トンツカタン） 野上慎平（テレビ朝日アナウンサー）                                                           | [ 146 ] [ 147 ]      |
| 69 | 6月13日  | 全国ライブハウス打ち上げグルメ                                           | THE BAWDIES | [ 148 ] [ 149 ]      |
| 70 | 6月20日  | ミュージシャンの沼（ミュー沼）第4弾 結局チェーン店も美味しいのよね〜の沼 | スキマスイッチ | [ 150 ] [ 151 ]      |
| 71 | 7月4日   | 飛鳥杯争奪戦！第一回プレイリスト王決定戦 ドライブ編                      | 小出祐介（Base Ball Bear） 加納（Aマッソ）                                                                                          | [ 152 ] [ 153 ]      |
| 72 | 7月11日  | プレイリスト王決定戦 完結編 第4回 超局所的ミュージックランキング         | 小出祐介（Base Ball Bear） 加納（Aマッソ） 世界水泳日本代表                                                                         | [ 154 ] [ 155 ]      |
| 73 | 8月1日   | CDショップ今どうなってる？                                               | もう中学生 | [ 156 ] [ 157 ]      |
| 74 | 8月8日   | 全国の音楽系部活動対抗！ハマスカのテーマアレンジバトル                   | | [ 158 ] [ 159 ]      |
| 75 | 8月15日  | 飛鳥さん誕生日企画・Music天ぷら 飛鳥さんが会いたい人大集合SP             | ザ・マミィ 長州小力 滝沢カレン なかやまきんに君 志村幸一郎（てんぷら小野）                                                          | [ 160 ] [ 161 ]      |
| 76 | 8月22日  | 地方ライブの嬉しいオトモ 激ウマケータリンググルメ 出張編                 | スキマスイッチ フジファブリック 水曜日のカンパネラ                                                                                  | [ 162 ] [ 163 ]      |
| 77 | 9月5日   | ポエムを作ろう！                                                         | 谷中敦（東京スカパラダイスオーケストラ）                                                                                            | [ 164 ] [ 165 ]      |
| 78 | 9月12日  | 令和版！新しいオノマトペを考えよう                                       | 坂本真樹（電気通信大学教授） もう中学生 ひらめ                                                                                      | [ 166 ] [ 167 ]      |
| 79 | 9月19日  | 街角調査♪MUSIC BINGO                                                     | | [ 168 ] [ 169 ]      |
| 80 | 10月3日  | 音楽専門誌的トレンドニュース2023秋                                       | | [ 170 ] [ 171 ]      |
| 81 | 10月10日 | Birth泥song 第4回 ハマスカ 最高の音大賞 〜「ゲームの音」編〜             | 重岡大毅 岡崎体育 貴島明日香 shu3 カミナリ                                                                                          | [ 172 ] [ 173 ]      |
| 82 | 10月17日 | Birth泥song 巷に溢れる音楽の都市伝説解明SP                               | 萩原利久 | [ 174 ] [ 175 ]      |
| 83 | 10月31日 | HAMASUKA TRENDY 最新音楽検定                                             | 森本晋太郎（トンツカタン） 澤原昇（日経トレンディ編集長） 野上慎平（テレビ朝日アナウンサー）                                        | [ 176 ] [ 177 ]      |
| 84 | 11月7日  | ミュージシャン推薦！街で聴くあの音を徹底解剖〜はたらく音メカ〜           | 土屋礼央（RAG FAIR） | [ 178 ] [ 179 ]      |
| 85 | 11月14日 | 飛鳥杯争奪 第2回プレイリスト王決定戦〜キャンプ編〜                       | 岡崎体育 加納（Aマッソ） | [ 180 ] [ 181 ]      |
| 86 | 11月21日 | Birth泥song プレイリスト王 キャンプ編 後半戦                             | 小野賢章 岡崎体育 加納（Aマッソ）                                                                                                   | [ 182 ] [ 183 ]      |
| 87 | 12月5日  | 第5回 ハマスカ！超局所的ミュージックランキング                           | 河辺愛菜 中野花南 鍵山優真 山本草太 樋口新葉 宇野昌磨 坂本花織                                                                      | [ 184 ] [ 185 ]      |
| 88 | 12月12日 | Birth泥song ミュージシャンの沼（ミュー沼）第5弾                          | 山本舞香 秦基博 ジョイマン | [ 186 ] [ 187 ]      |

| 回  | 放送日   | 本日の部活動（テーマ）                                     | ゲスト・代理出演者 | 脚注                             |
| --- | -------- | ---------------------------------------------------------- | --- | -------------------------------- |
| 89  | 1月9日   | みんなが気になってるK-POPの謎はっきりさせよう！            | 斎藤ちはる（テレビ朝日アナウンサー） 塚地武雅（ドランクドラゴン） ENHYPEN                                                                                      | [ 188 ] [ 189 ]                  |
| 90  | 1月16日  | ハマスカ的街ブラ！音楽の街・下北沢の歩き方最新版           | | [ 190 ] [ 191 ]                  |
| 91  | 1月30日  | ミュージシャンの沼 第6弾「カレー沼」 Birth泥song           | 弓木奈於（乃木坂46） 黒沢薫（ゴスペラーズ） 吉川愛 | [ 192 ] [ 193 ] [ 194 ]          |
| 92  | 2月6日   | うちのサークル入りませんか？ 番組グッズ先行公開            | 休日課長 | [ 195 ] [ 196 ]                  |
| 93  | 2月13日  | ハマスカ生放送部 舞台裏で起きていた事を色々見せますSP      | ＊#イベントのゲスト参照 | [ 197 ] [ 198 ]                  |
| 94  | 2月20日  | 朝までハマスカ生テレビ                                     | 岡崎体育 チャラン・ポ・ランタン 野上慎平（テレビ朝日アナウンサー）                                                                                             | [ 199 ] [ 200 ]                  |
| 95  | 3月5日   | ハマスカファミリー推薦！生企画会議2024〜延長戦〜           | 岡崎体育 休日課長 野上慎平（テレビ朝日アナウンサー） 濱川慎司                                                                                                  | [ 201 ] [ 202 ]                  |
| 96  | 3月12日  | 家電メーカー全面協力♪ハマさんの新生活応援大家電祭り        | | [ 203 ] [ 204 ]                  |
| 97  | 3月19日  | MY BEST ハマスカSP                                         | | [ 205 ] [ 206 ]                  |
| 98  | 4月2日   | お弁当作りの歌を作ろう                                     | 関根史織（Base Ball Bear） | [ 207 ] [ 208 ]                  |
| 99  | 4月9日   | レゲエを知ろう！                                           | HAN-KUN（湘南乃風） 鈴木孝弥 | [ 209 ] [ 210 ]                  |
| 100 | 4月16日  | ハマさん飛鳥さん！俺たちのレア楽器始めませんか？           | ザ・マミィ 森本晋太郎（トンツカタン） | [ 211 ] [ 212 ]                  |
| 101 | 4月30日  | ハマスカミュージックパーク！                               | 四星球 森本晋太郎（トンツカタン） 野上慎平（テレビ朝日アナウンサー）                                                                                           | [ 213 ] [ 214 ]                  |
| 102 | 5月7日   | ハマスカミュージックパーク！後半戦                         | 四星球 森本晋太郎（トンツカタン） 野上慎平（テレビ朝日アナウンサー）                                                                                           | [ 215 ] [ 216 ]                  |
| 103 | 5月14日  | 朝までハマスカ生テレビ (2)                                 | オカモトショウ（OKAMOTO'S） オカモトコウキ（OKAMOTO'S） オカモトレイジ（OKAMOTO'S） 岡崎体育 Rei 野上慎平（テレビ朝日アナウンサー）                            | [ 5 ] [ 6 ] [ 注 7 ]             |
| 104 | 5月21日  | ハマスカ 最高の音大賞〜懐かしい音編〜                      | オカモトショウ（OKAMOTO'S） オカモトコウキ（OKAMOTO'S） オカモトレイジ（OKAMOTO'S）                                                                            | [ 217 ] [ 218 ] [ 注 7 ]         |
| 105 | 6月4日   | 音楽専門誌的トレンドニュース2024年初夏 Birth泥song         | THE BAWDIES 森本晋太郎（トンツカタン） 平野勇樹（『プレミアムヘッドホンガイドマガジン』編集長） 辻太一（『サウンド&レコーディング・マガジン』編集長） 一ノ瀬颯 | [ 219 ] [ 220 ] [ 注 7 ]         |
| 106 | 6月11日  | ミュージシャンの沼 第7弾「蕎麦の沼」                       | 池森秀一（DEEN） 森本晋太郎（トンツカタン） 休日課長 | [ 221 ] [ 222 ] [ 注 7 ]         |
| 107 | 6月18日  | うちの最新楽器使いませんか？                               | Base Ball Bear 森本晋太郎（トンツカタン） | [ 223 ] [ 224 ] [ 注 7 ]         |
| 108 | 7月2日   | いい音 (ね) トラベル                                       | 森本晋太郎（トンツカタン） | [ 12 ] [ 225 ] [ 注 7 ]          |
| 109 | 7月9日   | ハマスカミュージックパーク                                 | 菅田将暉 オカモトショウ（OKAMOTO'S） オカモトコウキ（OKAMOTO'S） オカモトレイジ（OKAMOTO'S） 森本晋太郎（トンツカタン） 野上慎平（テレビ朝日アナウンサー）     | [ 226 ] [ 227 ] [ 注 7 ]         |
| 110 | 7月16日  | ハマスカミュージックパーク                                 | 菅田将暉 オカモトショウ（OKAMOTO'S） オカモトコウキ（OKAMOTO'S） オカモトレイジ（OKAMOTO'S） 森本晋太郎（トンツカタン） 野上慎平（テレビ朝日アナウンサー）     | [ 228 ] [ 229 ] [ 注 7 ]         |
| 111 | 8月6日   | 齋藤飛鳥世界一への道〜ヒューマンビートボックス編〜         | カミナリ SO-SO | [ 230 ] [ 231 ] [ 注 7 ]         |
| 112 | 8月13日  | 齋藤飛鳥バースデー特別企画！何もしなければ豪華プレゼントSP | トンツカタン MARCY（THE BAWDIES） 長州力 ハリー杉山 | [ 232 ] [ 233 ] [ 234 ] [ 注 7 ] |
| 113 | 8月20日  | 第6回ハマスカ！超局所的ミュージックランキング              | カミナリ | [ 235 ] [ 236 ] [ 注 7 ]         |
| 114 | 9月3日   | ハマ&飛鳥 3年間の名言・名場面                              | | [ 237 ] [ 238 ] [ 注 8 ]         |
| 115 | 9月10日  | ハマさん復帰SP                                             | 森本晋太郎（トンツカタン） | [ 7 ] [ 8 ]                      |
| 116 | 9月17日  | 洋楽偏愛先生                                               | 永野 森本晋太郎（トンツカタン） | [ 241 ] [ 242 ]                  |
| 117 | 10月1日  | あの音楽ジャンルを掘り下げよう〜HIP HOP編〜                | GASHIMA（WHITE JAM） 森本晋太郎（トンツカタン） | [ 243 ] [ 244 ]                  |
| 118 | 10月8日  | ロケ企画第2弾！音ゲーを学ぼう                              | 小田果林 GO!皆川 | [ 245 ] [ 246 ]                  |
| 119 | 10月15日 | ロケ企画第2弾！音ゲーを学ぼう 後半戦                       | NISHI ココアオレ | [ 247 ] [ 248 ] [ 249 ]          |
| 120 | 10月29日 | AIで曲を作ろう！                                           | 森本晋太郎（トンツカタン） 松尾公也 | [ 250 ] [ 251 ]                  |
| 121 | 11月5日  | ミュー沼 第8弾〜ココイチの沼〜                             | スキマスイッチ | [ 252 ] [ 253 ]                  |
| 122 | 11月12日 | ミュージシャンの沼 第9弾                                   | キュウソネコカミ | [ 254 ] [ 255 ]                  |
| 123 | 11月19日 | THE FIRST TAKEの別視点                                     | 岡崎体育 | [ 256 ] [ 257 ]                  |
| 124 | 12月3日  | 音楽偏愛先生                                               | トム・ブラウン 森本晋太郎（トンツカタン） | [ 258 ] [ 259 ]                  |
| 125 | 12月10日 | ハマスカ的「カラオケでの困った」解決法を見つけよう         | 森香澄 森本晋太郎（トンツカタン） | [ 260 ] [ 261 ]                  |
| 126 | 12月17日 | 朝までハマスカ生テレビ (3)                                 | 呂布カルマ 永野 野上慎平（テレビ朝日アナウンサー） | [ 262 ] [ 263 ]                  |

| 回  | 放送日  | 本日の部活動（テーマ）                           | ゲスト | 脚注                            |
| --- | ------- | ------------------------------------------------ | --- | ------------------------------- |
| 127 | 1月7日  | ハマスカミュージックパーク                       | DISH// ベッキー 森本晋太郎（トンツカタン） 野上慎平（テレビ朝日アナウンサー） | [ 264 ] [ 265 ] [ 266 ] [ 267 ] |
| 128 | 1月14日 | ハマスカミュージックパーク                       | DISH// ベッキー 森本晋太郎（トンツカタン） 野上慎平（テレビ朝日アナウンサー） | [ 268 ] [ 269 ]                 |
| 129 | 1月21日 | 音楽偏愛先生 第3弾                               | くっきー!（野性爆弾） 森本晋太郎（トンツカタン） | [ 270 ] [ 271 ]                 |
| 130 | 2月4日  | うちのスタッフはスゴいぞ！エピソードカードバトル | Base Ball Bear 森本晋太郎（トンツカタン） | [ 272 ] [ 273 ]                 |
| 131 | 2月11日 | ミュー沼 第10弾〜天下一品の沼〜                  | SUGIZO レインボー | [ 274 ] [ 275 ]                 |
| 132 | 2月18日 | ハマスカ的健康チェック                           | 松岡充（SOPHIA） DJ KOO（TRF） 高見沢俊彦（THE ALFEE） 森本晋太郎（トンツカタン） | [ 276 ] [ 277 ]                 |
| 133 | 3月4日  | ミュー沼 第11弾〜つけ麺の沼〜                    | 石崎ひゅーい | [ 278 ] [ 279 ]                 |
| 134 | 3月11日 | 森本、そこ代われ！                               | 森本晋太郎（トンツカタン） きり ママタルト 青木マッチョ（かけおち） 永野 | [ 280 ] [ 281 ]                 |
| 135 | 3月18日 | ハマ・オカモト生誕祭                             | 森本晋太郎（トンツカタン） | [ 282 ] [ 283 ]                 |
| 136 | 4月1日  | ハマスカミュージックパーク                       | 氣志團 キンタロー。 森本晋太郎（トンツカタン） 野上慎平（テレビ朝日アナウンサー） | [ 284 ] [ 285 ]                 |
| 137 | 4月8日  | ハマスカミュージックパーク                       | 氣志團 キンタロー。 森本晋太郎（トンツカタン） 野上慎平（テレビ朝日アナウンサー） | [ 286 ] [ 287 ]                 |
| 138 | 4月15日 | カラオケ シン遊戯                                | 高橋みなみ 森本晋太郎（トンツカタン） | [ 288 ] [ 289 ]                 |
| 139 | 4月29日 | ハマスカ的コンピレーションアルバムを作ろう       | 小森隼（GENERATIONS） 酒井健太（アルコ&ピース） マユリカ | [ 290 ] [ 291 ]                 |
| 140 | 5月6日  | 音楽でギャンブルをしたい！競音をやってみよう！   | 山添寛（相席スタート） 鈴木もぐら（空気階段） 森本晋太郎（トンツカタン） 川本笑瑠（CUTIE STREET） オカモトショウ（OKAMOTO'S） オカモトコウキ（OKAMOTO'S） オカモトレイジ（OKAMOTO'S） | [ 292 ] [ 293 ] [ 294 ]         |
| 141 | 5月13日 | ミュー沼第12弾 〜しゃぶ葉の沼〜                  | 小宮山雄飛（ホフディラン） 森本晋太郎（トンツカタン） illiomote お抹茶（トンツカタン）                                                                                                | [ 295 ] [ 296 ] [ 297 ] [ 298 ] |
| 142 | 5月20日 | 音楽知識ぶっこみ王                               | ふくらP GEN（04 Limited Sazabys） 遠山大輔（グランジ） もう中学生 森本晋太郎（トンツカタン） ママタルト                                                                               | [ 299 ] [ 300 ]                 |
| 143 | 6月3日  | ハマスカケータリングフェスティバル2025           | ROY（THE BAWDIES） オカモトショウ（OKAMOTO'S） 池森秀一（DEEN） 休日課長 | [ 301 ]                         |
| 144 | 6月10日 | ハマスカパンまつり                               | 花澤香菜 鬼龍院翔（ゴールデンボンバー） SCRAMBLE SMILE | [ 302 ] [ 303 ]                 |
| 145 | 6月17日 | 音楽偏愛先生                                     | 池田一真（しずる） 向井慧（パンサー ） 月足天音（FRUITS ZIPPER） | [ 304 ] [ 305 ]                 |
| 146 | 7月1日  | ハマスカ怪談Night                                | 朝日奈央 遠山大輔（グランジ） MARCY（THE BAWDIES） | [ 306 ] [ 307 ]                 |
| 147 | 7月8日  | 音楽界ココイチ王決定戦                           | 常田真太郎（スキマスイッチ） 高城れに（ももいろクローバーZ） shuji さや香 森本晋太郎（トンツカタン）                                                                                  | [ 308 ] [ 309 ]                 |
| 148 | 7月15日 | 音楽界ココイチ王決定戦                           | 常田真太郎（スキマスイッチ） 高城れに（ももいろクローバーZ） shuji さや香 森本晋太郎（トンツカタン）                                                                                  | [ 310 ] [ 311 ]                 |
| 149 | 7月22日 | 永野監修！音楽好きっぽい人にビビらないための講座 | 永野 遠山大輔（グランジ） 福田麻貴（3時のヒロイン） 森本晋太郎（トンツカタン） | [ 312 ] [ 313 ]                 |
| 150 | 8月5日  | DTMの世界を学ぼう！                              | tofubeats 森本晋太郎（トンツカタン） | [ 314 ] [ 315 ]                 |
| 151 | 8月12日 | 齋藤飛鳥27歳の飛躍チャレンジ                     | 駒井千佳子 ひつじねいり 森本晋太郎（トンツカタン） | [ 316 ] [ 317 ]                 |
| 152 | 8月19日 | ハマスカ怪談Night 第二夜                         | マンボウやしろ 中嶋イッキュウ | [ 318 ]                         |

## ネット局と放送時間

### 木曜深夜（バラバラ大作戦）時代
| 放送対象地域 | 放送局           | 系列           | 放送期間                      | 放送日時                     | ネット状況 | 備考 |
| ------------ | ---------------- | -------------- | ----------------------------- | ---------------------------- | ---------- | ---- |
| 関東広域圏   | テレビ朝日（EX） | テレビ朝日系列 | 2021年10月8日 - 2022年3月25日 | 金曜 2:16 - 2:36（木曜深夜） | 制作局     |      |

### 月曜深夜（スーパーバラバラ大作戦）時代
| 放送対象地域 | 放送局                           | 系列           | 放送日時                     | ネット状況 | 備考                      |
| ------------ | -------------------------------- | -------------- | ---------------------------- | ---------- | ------------------------- |
| 関東広域圏   | テレビ朝日（EX）                 | テレビ朝日系列 | 火曜 0:15 - 0:45（月曜深夜） | 制作局     |                           |
| 岩手県       | 岩手朝日テレビ（IAT）            | テレビ朝日系列 | 火曜 0:15 - 0:45（月曜深夜） | 同時ネット | [ 319 ]                   |
| 秋田県       | 秋田朝日放送（AAB）              | テレビ朝日系列 | 火曜 0:15 - 0:45（月曜深夜） | 同時ネット | [ 320 ]                   |
| 山形県       | 山形テレビ（YTS）                | テレビ朝日系列 | 火曜 0:15 - 0:45（月曜深夜） | 同時ネット | [ 321 ]                   |
| 福島県       | 福島放送（KFB）                  | テレビ朝日系列 | 火曜 0:15 - 0:45（月曜深夜） | 同時ネット | [ 322 ]                   |
| 新潟県       | 新潟テレビ21（UX）               | テレビ朝日系列 | 火曜 0:15 - 0:45（月曜深夜） | 同時ネット | [ 323 ]                   |
| 長野県       | 長野朝日放送（abn）              | テレビ朝日系列 | 火曜 0:15 - 0:45（月曜深夜） | 同時ネット | [ 324 ]                   |
| 青森県       | 青森朝日放送（ABA）              | テレビ朝日系列 | 金曜 0:45 - 1:15（木曜深夜） | 遅れネット | [ 325 ] [ 注 9 ]          |
| 宮城県       | 東日本放送（khb）                | テレビ朝日系列 | 火曜 0:20 - 0:50（月曜深夜） | 遅れネット | [ 327 ]                   |
| 石川県       | 北陸朝日放送（HAB）              | テレビ朝日系列 | 火曜 0:20 - 0:53（月曜深夜） | 遅れネット | [ 328 ]                   |
| 静岡県       | 静岡朝日テレビ（SATV）           | テレビ朝日系列 | 土曜 0:45 - 1:15（金曜深夜） | 遅れネット | [ 329 ] [ 注 10 ]         |
| 中京広域圏   | 名古屋テレビ放送（メ〜テレ/NBN） | テレビ朝日系列 | 不定期放送                   | 不定期放送 | [ 335 ] [ 注 11 ]         |
| 近畿広域圏   | 朝日放送テレビ（ABC TV）         | テレビ朝日系列 | 不定期放送                   | 不定期放送 | [ 337 ] [ 注 12 ]         |
| 広島県       | 広島ホームテレビ（HOME）         | テレビ朝日系列 | 不定期放送                   | 不定期放送 | [ 339 ]                   |
| 山口県       | 山口朝日放送（yab）              | テレビ朝日系列 | 不定期放送                   | 不定期放送 | [ 340 ] [ 注 13 ]         |
| 福岡県       | 九州朝日放送（KBC）              | テレビ朝日系列 | 不定期放送                   | 不定期放送 | [ 342 ] [ 343 ] [ 注 14 ] |

### 過去のネット局
- 熊本県・熊本朝日放送（KAB、テレビ朝日系列）[345]

## イベント
- ハマスカ生放送部 HEY！MUSIC！HAPPY！MEETING！（2022年11月29日、EX THEATER ROPPONGI）[346]
  - ゲスト（A面）[347]…OKAMOTO'S、梅澤美波（乃木坂46）
  - ゲスト（B面）[348]…滝沢カレン、遠藤さくら（乃木坂46）、岩本蓮加（同）、阪口珠美（同）、田村真佑（同）

- ハマスカ生放送部 HEY！MUSIC！HAPPY！MEETING！’24 〜見てくれないとグーパン祭〜（2024年2月6日、EX THEATER ROPPONGI）[349]
  - ゲスト（A面）…梅澤美波（乃木坂46）[350]、森本晋太郎（トンツカタン）[351]、東京スカパラダイスオーケストラ[352]
  - ゲスト（B面）…THE BAWDIES[353]、森本晋太郎（トンツカタン）[354]、野上慎平（テレビ朝日アナウンサー）[355]、小坂菜緒（日向坂46）[356]

- ハマスカミュージックフェスティバル2025（2025年6月23日・24日、豊洲PIT）[357]
  - ゲスト（DAY1）[358]…THE BAWDIES、岡崎体育、氣志團、森本晋太郎（トンツカタン）
  - ゲスト（DAY2）[359]…OKAMOTO'S、キンタロー。、奥田民生、森本晋太郎（トンツカタン）

## スタッフ
- ナレーション：寺川俊平（テレビ朝日アナウンサー）、山盛由果[360]
- 構成：渡辺佑欣、佐藤満春[361]
- TM：小林恭大
- TD：雨森貴之
- カメラ：福元昭彦、中島祥郎【週替り】
- 音声：関文彦
- VE：渡部彪、飯島峻太【週替り】
- 照明：竹内未来、越前充弘【週替り】
- 美術：北浦浩一郎
- デザイン：小池芳人
- 進行：十時健太
- 大道具：佐藤美衣奈
- 小道具：中嶋誠宗
- メイク：高草木剛（Vanites）、宇藤梨沙、PON【週替り】
- スタイリスト：TEPPEI、鬼束香奈子、SHOCO【週替り】
- タイトル：臼井和葉
- 編集：冨田佳裕、奈良直樹【週替り】
- MA：ウォッシャム賢人
- 音効：佐藤卓嗣（278）
- 編成：村山良太、馬渕真太朗
- 宣伝：宇田歩未
- デスク：永野智子
- 技術協力：ヌーベルアージュ
- アシスタントディレクター：須賀達也、カンジフン、柳町祐香、菊田華暖、太陽斗
- ディレクター：中間卓巳、菅勇次朗、磯辺館未来、峯田希生（クリーク・アンド・リバー社）、伊藤竜太（中間・磯辺館→以前はアシスタントディレクター、磯辺館→一時離脱→復帰）
- プロデューサー：辻美子（ハンター）、正木友美子（クリーク・アンド・リバー社）、忍穂井綾（クリーク・アンド・リバー社）
- 演出・プロデューサー：笹田和宏
- ゼネラルプロデューサー：藤城剛
- 制作協力：ハンター、クリーク・アンド・リバー社
- 制作：テレビ朝日ビジネスソリューション本部コンテンツ編成局第1制作部
- 制作著作：テレビ朝日

### 過去のスタッフ
- カメラ：伊郷憲二
- 進行：加藤靖也
- 編集：内村智也、石川大貴、大北恵美
- 編成：岡村地朗、林智乃、泉良樹、熊谷和也、土井泰樹、安部旭紘
- 宣伝：森千明
- ディレクター：細田翔太郎、辻淳之、中井翔太、内藤麻衣子、吉本圭佑、長谷部雄人、吉村直暢、市川大騎、宮本晃帆（宮本→以前はアシスタントディレクター）
- アシスタントディレクター：長妻昇太郎、鈴木萌、山本奨也、矢作愛、丹野青空、岩本真紀、田中悠馬、鈴木優
- プロデューサー：藤本周二、岩間有香（クリーク・アンド・リバー社）
- ゼネラルプロデューサー：奥田創史
- 制作：テレビ朝日ビジネスソリューション本部コンテンツ編成局第2制作部